# Mtel
Mtel a.d. Banja Luka (ex Telekom Srpske) è una società di telecomunicazioni con sede a Banja Luka, Republika Srpska, Bosnia ed Erzegovina. La società è di proprietà di Telekom Srbija, ed è la seconda più grande società di telecomunicazioni in Bosnia ed Erzegovina e la più grande quotata alla Borsa di Banja Luka, con una capitalizzazione di mercato di circa 540 milioni di euro.

## Storia
Telekom Srpske è stata costituita il 20 dicembre 1996. È stata privatizzata nel 2006, tramite una gara pubblica. Telekom Srbija, ha fatto l'offerta più alta con 646 milioni di euro per una quota di maggioranza del 65%, mentre il secondo miglior offerente è stato Telekom Austria con un'offerta di 467 milioni di euro.
Il governo della Republika Srpska ha dichiarato Telekom Srpske una società di importanza strategica e, pertanto, la capitale dello stato è stata privatizzata secondo il programma speciale di privatizzazione varato dal governo. Raiffeisen Investment è stato nominato consulente finanziario del governo. I criteri che i potenziali offerenti dovevano soddisfare includevano un minimo attuale di 800.000 utenti di rete fissa e 1,5 milioni di utenti mobili, suggerendo che il governo spera in un operatore esterno in grado di investire nell'infrastruttura di Telekom Srpske.

## Asset proprietario
L'assetto proprietario della società è il seguente (al 31 dicembre 2017):
- Telekom Srbija - 65,01%
- Cassa pensione e assicurazione invalidità - 8,92%
- Fondo di restituzione - 5,03%
- DUIF Krist.Invest ad - 3,30%
- Altri azionisti - 17,74%